# Braden Looper
Braden LaVern Looper, né le 28 octobre 1974 à Weatherford (Oklahoma) aux États-Unis, est un lanceur droitier de baseball ayant évolué dans la Ligue majeure de baseball de 1998 à 2009.
Il remporte deux fois les Séries mondiales : en 2003 avec les Marlins de la Floride et en 2006 avec les Cardinals de Saint-Louis.

## Carrière
Étudiant à la Wichita State University, Braden Looper est drafté le 4 juin 1996 par les Cardinals de Saint-Louis au premier tour de sélection (3e choix). Il signe son premier contrat professionnel après les Jeux olympiques où il porte les couleurs des États-Unis. La médaille de bronze acquise, il se tourne alors vers le baseball professionnel.
Il débute en Ligue majeure le 31 mars 1998 avant d'être transféré chez les Marlins de la Floride. Hooper participe à la Série mondiale 2003 qui s'achève par une victoire des Marlins.
Devenu agent libre à la fin de la saison 2003, il signe pour deux saisons chez les Mets de New York le 21 décembre 2003 puis rejoint les Cardinals de Saint-Louis le 22 décembre 2005. Il prend part à la saison 2006 des Cards qui s'achève en victoire lors de la Série mondiale 2006.
Lanceur de relève depuis ses débuts en Ligue majeure, Looper devient lanceur partant en 2007.
Devenu agent libre à la fin de la saison 2008, Hooper signe chez les Brewers de Milwaukee le 12 février 2009. Il effectue 34 départs durant la saison 2009, remportant 14 matchs pour les Brewers contre sept défaites. Cependant, sa fiche victoires-défaites n'est pas représentative de ses performances : il mène les majeures pour les coups de circuits accordés (39) et les points mérités alloués (113), en plus d'afficher une moyenne de points mérités élevée de 5,22. Les Brewers ne renouvellent pas son contrat pour 2010 et Looper est inactif durant une saison.
En janvier 2011, il signe un contrat des ligues mineures avec les Cubs de Chicago. Il abandonne toutefois l'idée d'un retour au jeu et annonce sa retraite le 25 mars suivant.